# Suojelupoliisi
La Suojelupoliisi (en français : Police de protection, en suédois : Skyddspolisen, en abrégé Supo) est le service de renseignement pour la sécurité nationale en Finlande. 

## Histoire
Elle a été fondée en 1949, succédant à la Valtiollinen poliisi (« police gouvernementale »), plus connue sous le nom de Valpo. 
C’est un service de police dont la mission est de prévenir les menaces à la sécurité et la souveraineté du pays : contre-terrorisme, contre-espionnage, lutte contre le crime organisé, espionnage économique et industriel. 
Son siège est situé au 12, rue Ratakatu à Helsinki.

## Organisation

### Directeurs généraux
- Armas Alhava 1949–1972
- Arvo Pentti 1972–1978
- Seppo Tiitinen 1978–1990
- Eero Kekomäki 1990–1996
- Seppo Nevala 1996–2007
- Ilkka Salmi 2007–2015 (période sabbatique 2011–2015)
  - Antti Pelttari 2011–2016 (remplaçant)
- Antti Pelttari 2016–

## Budget
| Année | Budget  | Réf.  |
| ----- | ------- | ----- |
| 2001  | 11 M€   |       |
| 2007  | 14 M€   |       |
| 2009  | 16 M€   | [ 1 ] |
| 2012  | 18 M€   | [ 2 ] |
| 2015  | 21,3 M€ | [ 2 ] |
| 2018  | 44 M€   | [ 3 ] |